# Westsachsenstadion
Westsachsenstadion – stadion sportowy w Zwickau, w Niemczech. Został otwarty 20 sierpnia 1942 roku. Może pomieścić 5000 widzów.

## Historia
Budowa stadionu rozpoczęła się w 1937 roku i była kontynuowana po rozpoczęciu II wojny światowej. Charakterystyczną wieżę stadionu ukończono w 1940 roku, ale cały stadion oddano do użytku 20 sierpnia 1942 roku. Początkowo obiekt nosił nazwę Südkampfbahn (nazwę Südkampfbahn posiada obecnie inny stadion w Zwickau, położony w dzielnicy Planitz). Obiekt wyposażony był w bieżnię lekkoatletyczną, którą otaczał betonowy tor kolarski. Po ustanowieniu Niemieckiej Republiki Demokratycznej stadion nazwano imieniem Georgiego Dimitrowa.
Od 1949 roku gospodarzem obiektu był klub ZSG Horch Zwickau, powstały po połączeniu SG Planitz z czterema innymi lokalnymi klubami. Już w pierwszym sezonie gry na tym obiekcie zespół ten zdobył Mistrzostwo NRD. Drużyna wkrótce zmieniła nazwę na BSG Motor Zwickau, a w 1968 roku została przemianowana na BSG Sachsenring Zwickau. Tytuł mistrzowski zdobyty w sezonie 1949/1950 był jedynym w historii klubu, ale zespół do 1983 roku utrzymywał się w pierwszej lidze wschodnioniemieckiej (w latach 1985 i 1988 ponownie awansował do pierwszej ligi, ale za każdym razem tylko na jeden sezon). W latach 1963, 1967 i 1975 klub zdobywał także Puchar NRD. Zdobyty puchar każdorazowo dawał przepustkę do gry w Pucharze Zdobywców Pucharów. Pierwsze dwa starty w tych rozgrywkach zakończyły się już na pierwszej rundzie, ale w sezonie 1975/1976 drużyna dotarła aż do półfinału, w którym odpadła z późniejszym zwycięzcą rozgrywek, belgijskim Anderlechtem. W tych czasach frekwencja na obiekcie dochodziła nawet do 40 000 widzów.
12 września 1984 roku piłkarska reprezentacja NRD rozegrała na tym stadionie mecz towarzyski z reprezentacją Grecji (1:0).
Po zjednoczeniu Niemiec w miejsce BSG Sachsenring Zwickau powstał FSV Zwickau. Na obiekcie pojawiły się trybuny oparte na stalowych rusztowaniach, a arenę przemianowano na Westsachsenstadion. W 1997 roku kosztem likwidacji fragmentów nieużywanego już wówczas toru kolarskiego zainstalowane zostały maszty oświetleniowe. W latach 1994–1998 FSV Zwickau występował w 2. Bundeslidze (w sezonie 1995/1996 realna wydawała się nawet promocja do Bundesligi, gdyż po rundzie jesiennej drużyna zajmowała miejsce premiowane awansem, ale ostatecznie zespół zakończył ten sezon na 5. miejscu w tabeli).
W 2010 roku rozpoczęto modernizację stadionu, ale rok później prace zostały wstrzymane ze względu na rosnące koszty. Ostatecznie uznano, że tańszym rozwiązaniem będzie budowa zupełnie nowego stadionu w innej lokalizacji. Przebudowa Westsachsenstadion została wznowiona, ale już według zupełnie innej koncepcji, wykluczającej przeprowadzanie na obiekcie meczów profesjonalnych rozgrywek piłkarskich i zakładającej przystosowanie go do rekreacyjnego uprawiania sportów. FSV Zwickau przeniósł się tymczasowo na Sportforum „Sojus 31” położony w dzielnicy Eckersbach (w latach 2015–2016 wybudowano dla klubu zupełnie nowy stadion, położony także w dzielnicy Eckersbach). Przebudowę Westsachsenstadion ukończono w 2013 roku. W ramach modernizacji m.in. zlikwidowano zupełnie betonowy tor kolarski i trybuny (pozostały jedynie wały ziemne bez siedzisk dla widzów) i powstało nowe, wyposażone w sztuczną murawę, boisko piłkarskie, które otacza asfaltowy tor dla rolkarzy.